# Ligne 10 du métro de Nankin
 (décembre 2021).
Si vous disposez d'ouvrages ou d'articles de référence ou si vous connaissez des sites web de qualité traitant du thème abordé ici, merci de compléter l'article en donnant les références utiles à sa vérifiabilité et en les liant à la section « Notes et références ».
La ligne 10 du métro de Nankin (chinois traditionnel : 南京地鐵十號線 ; chinois simplifié : 南京地铁十号线)  est la troisième ligne du métro de Nankin. C'est une ligne est-ouest qui relie le district de Qinhuai avec le district de Pukou à l'ouest, elle est inaugurée le 1er juillet 2014. De Andemen à Rue Yushan, la ligne comporte 14 stations et 21,60 km en longueur.

## Histoire
| Section | Section    | Date d'ouverture | Longueur km | Stations |
| ------- | ---------- | ---------------- | ----------- | -------- |
| Andemen | Rue Yushan | 1er juillet 2014 | 21.60       | 14       |

## Caractéristiques

### Liste des stations
| Services                           | Nom de station                       | Nom de station | Nom de station                          | Connexions             | Positionne à |
| Services                           | Français                             | Chinois        | Anglais                                 | Connexions             | Positionne à |
| ---------------------------------- | ------------------------------------ | -------------- | --------------------------------------- | ---------------------- | ------------ |
| Prolongement Est (en construction) |                                      |                |                                         |                        |              |
| 10-1                               | Rue Dongqi                           | 東麒路         | Dongqilu (Dongqi Road)                  |                        |              |
| 10-2                               | Rue Shiyang                          | 石楊路         | Shiyanglu (Shiyang Road)                | Ligne12・Tramway Qilin |              |
| 10-3                               | Yangzhuang                           | 楊莊           | Yangzhuang                              | Ligne13                |              |
| 10-4                               | Gaoqiaomen                           | 高橋門         | Gaoqiaomen                              |                        |              |
| 10-5                               | Boulevard Chengtian                  | 承天大道       | Chengtiandadao (Chengtian Avenue)       |                        |              |
| 10-6                               | Daxiaochang                          | 大校場         | Daxiaochang                             | Ligne5                 |              |
| 10-7                               | L'ancien site de la piste d'aéroport | 機場跑道舊址   | The Former Site of Airport Runway       | Ligne6                 |              |
| 10-8                               | Kazimen                              | 卡子門         | Kazimen                                 | Ligne3                 |              |
| 10-9                               | Yuhuatai                             | 雨花臺         | Yuhuatai                                |                        |              |
| 10-10                              | Rue Gongqingtuan                     | 共靑團路       | Gongqingtuanlu (Gongqingtuan Road)      |                        |              |
| Voie mère (en service)             |                                      |                |                                         |                        |              |
| 10-11                              | Andemen                              | 安德門         | Andemen                                 | Ligne1                 |              |
| 10-12                              | Xiaohang                             | 小行           | Xiaohang                                | Ligne8                 |              |
| 10-13                              | Zhongsheng                           | 中勝           | Zhongsheng                              | Ligne7                 |              |
| 10-14                              | Yuantong                             | 元通           | Yuantong                                | Ligne2・Tramway Hexi   |              |
| 10-15                              | Stade du Centre sportif olympique    | 奧體中心       | Olympic Stadium                         |                        |              |
| 10-16                              | Boulevard Mengdu                     | 夢都大街       | Mengdudajie (Mengdu Avenue)             |                        |              |
| 10-17                              | Jardin d'exposition verte            | 綠博園         | Lüboyuan                                | Ligne9                 |              |
| 10-18                              | Jiangxinzhou                         | 江心洲         | Jiangxinzhou                            | Tramway Jiangxinzhou   |              |
| 10-19                              | Linjiang                             | 臨江           | Linjiang                                | Ligne15                |              |
| 10-20                              | Pukou Wanhuicheng                    | 浦口萬匯城     | Pukou Wanhuicheng                       | Ligne11                |              |
| 10-21                              | Université de technologie de Nankin  | 南京工業大學   | Nanjing University of Technology        | Ligne13                |              |
| 10-22                              | Rue Longhua                          | 龍華路         | Longhualu (Longhua Road)                |                        |              |
| 10-23                              | Rue Wende                            | 文德路         | Wendelu (Wende Road)                    | Ligne13                |              |
| 10-24                              | Rue Yushan                           | 雨山路         | Yushanlu (Yushan Road)                  |                        |              |
| Prolongement Ouest (en projet)     |                                      |                |                                         |                        |              |
| 10-25                              |                                      |                |                                         |                        |              |
| 10-26                              | Parc Industriel Technologique        | 科工園         | Kegongyuan (Technology Industrial Park) |                        |              |